# Begraafplaats van Solesmes
De Begraafplaats van Solesmes is een gemeentelijke begraafplaats in de gemeente Solesmes in het Franse Noorderdepartement. De begraafplaats ligt aan de Rue Henri Barbusse op 470 m ten oosten van het centrum van Solesmes (gemeentehuis). Ze heeft een L-vormig grondplan en aan de straatzijde wordt ze afgebakend door een geverfde bakstenen muur waarop metalen traliewerk is geplaatst. De andere zijden worden afgeboord met groen blijvende struiken en bomen. Via een open toegang, enkele treden en een schuin oplopend pad bereikt men het terrein met de graven. Aan het einde van dit toegangspad staat een crucifix.

## Britse oorlogsgraven
Op de begraafplaats liggen enkele perken met in totaal 30 Britse gesneuvelden uit de Eerste Wereldoorlog, waaronder vijf niet geïdentificeerde.
De 2nd South Lancashires en de 1st Wiltshires werden op de avond van 25 augustus 1914 aangevallen bij Solesmes, toen de British Expeditionary Force zich terugtrok vanuit Mons. Op 19-21 oktober 1918 veroverde de 62nd (West Riding) Division, gevolgd door de 61st (South Midland) Division na hevige straatgevechten Solesmes. De noordwestelijke hoek van de begraafplaats werd door de Duitsers gebruikt om de Britse soldaten en vliegeniers die in augustus 1914, mei 1917 of oktober 1918 sneuvelden te begraven.
Onder de geïdentificeerde doden zijn er 15 Nieuw-Zeelanders en 10 Britten.
De graven worden onderhouden door de Commonwealth War Graves Commission en staan er geregistreerd onder Solesmes Communal Cemetery.

### Onderscheiden militairen
- James McDonald Richmond, majoor bij de New Zealand Field Artillery werd onderscheiden met de Distinguished Service Order en het Military Cross (DSO, MC).
- Fred G. Lewis, korporaal bij de Royal Field Artillery werd onderscheiden met de Military Medal (MM).